# Nederlands kampioenschap dammen 1908
Het Nederlands kampioenschap dammen van 1908 telde elf deelnemers. Jack de Haas behaalde de eerste plaats. De tweede plaats ging naar Herman Hoogland. Dit was het eerste kampioenschap uitgeschreven door de Nationalen Dambond.

## Resultaten
| Plaats | Naam                  | Punten |
| ------ | --------------------- | ------ |
| 1      | Jack de Haas          | 18     |
| 2      | Herman Hoogland       | 14     |
| 3      | Phillip Battefeld     | 12     |
| 4      | Carel George Vervloet | 11     |
| 5      | F. Benima             | 10     |
| 6      | Willem Vijn           | 9      |
|        | A.C. van Wageningen   | 9      |
|        | D. Schipper           | 9      |
| 9      | W. J. de Wilde        | 8      |
| 10     | I. Meijer             | 5      |
| 10     | W. B. J. Pippijn      | 5      |

1902 · 
1904 · 
1908 · 
1911 · 
1913 · 
1916 · 
1919 · 
1920 · 
1921 · 
1922 · 
1923 · 
1924 · 
1925 · 
1926 · 
1927 · 
1929 · 
1930 · 
1931 · 
1932 · 
1933 · 
1934 · 
1935 · 
1936 · 
1937 · 
1938 · 
1939 ·
1940 · 
1941 · 
1942 · 
1943 · 
1944 · 
1946 · 
1948 · 
1949 ·
1950 · 
1951 · 
1952 · 
1953 · 
1954 · 
1955 · 
1956 · 
1957 · 
1958 · 
1959 · 
1960 · 
1961 · 
1962 · 
1963 · 
1964 · 
1965 · 
1966 · 
1967 · 
1968 · 
1969 · 
1970 · 
1971 · 
1972 · 
1973 · 
1974 · 
1975 · 
1976 · 
1977 · 
1978 · 
1979 · 
1980 · 
1981 · 
1982 · 
1983 · 
1984 · 
1985 · 
1986 · 
1987 · 
1988 · 
1989 · 
1990 · 
1991 · 
1992 · 
1993 · 
1994 · 
1995 · 
1996 · 
1997 · 
1998 · 
1999 · 
2000 · 
2001 · 
2002 · 
2003 · 
2004 · 
2005 · 
2006 · 
2007 · 
2008 · 
2009 · 
2010 · 
2011 · 
2012 · 
2013 · 
2014 · 
2015 · 
2016 · 
2017 · 
2018 · 
2019 · 
2020 · 
2021 · 
2022 · 
2023